# Брансвик (Мејн)
Брансвик (енгл. Brunswick) насељено је место без административног статуса у америчкој савезној држави Мејн.

## Демографија
По попису из 2010. године број становника је 15.175, што је 359 (2,4%) становника више него 2000. године.
| Група             | 2000.          | 2010.          |
| Белци             | 14.000 (94,5%) | 13.806 (91,0%) |
| Афроамериканци    | 147 (1,0%)     | 227 (1,5%)     |
| Азијати           | 282 (1,9%)     | 372 (2,5%)     |
| Хиспаноамериканци | 194 (1,3%)     | 424 (2,8%)     |
| Укупно            | 14.816         | 15.175         |